# Пам'ятки культурної спадщини Озернянської громади
У статті наведений перелік об'єктів культурної спадщини Озернянської громади Тернопільського району Тернопільської области України.

## Пам'ятки археології
| №  | Назва                            | Дата | Адреса | Охоронний номер | Документ про взяття на облік                                                                                 |
| -- | -------------------------------- | --- | --- | --------------- | --- |
| 1  | Поселення Висипівці І            | ранній залізний вік (І тис. до н. е.); давньоруський час (ХІІ-ХІІІ ст.)                                                    | с. Висипівці, урочище Крива вулиця, східні околиці села, лівий берег р. Нестерівки                                        | 2382            | Наказ управління культури обласної державної адміністрації від 18.10.2005 № 112                              |
| 2  | Могильник курганний Висипівці ІІ | давньоруський час (Х-ХІІІ ст.)                                                                                             | с. Висипівці, урочище Могилки Висипівські                                                                                 | 2383            | Наказ управління культури обласної державної адміністрації від 18.10.2005 № 112                              |
| 3  | Могильник курганний Кокутківці І | недатовано | с. Кокутківці, урочище Могилки Кокутківецькі                                                                              | 2414            | Наказ управління культури обласної державної адміністрації від 18.10.2005 № 112                              |
| 4  | Поселення Кокутківці ІІ          | давньоруський час (Х-ХІІІ ст.)                                                                                             | с. Кокутківці, 0,5 км на південний схід від села, лівий берег р. Нестерівка (став № 2)                                    | 1307            | Наказ управління культури обласної державної адміністрації від 27.01.2010 № 16                               |
| 5  | Поселення Озерна І               | ранньозалізний час (І тис. до н. е.); голіградська культура (ХІ-VII ст. до н. е.); давньоруський час (Х-ХІІІ ст.)          | с. Озерна, східні околиці селища, лівий берег Висушки                                                                     | 2436            | Наказ управління культури обласної державної адміністрації від 18.10.2005 № 112                              |
| 6  | Поселення Озерна ІІ              | давньоруський час (Х—ХІІІ ст.)                                                                                             | с. Озерна, лівий берег р. Висушка (став), 0,5 км на південний схід від села                                               | 1226            | Наказ управління культури обласної державної адміністрації від 27.01.2010 № 16                               |
| 7  | Поселення Озерна ІІІ             | давньоруський час (Х-ХІІІ ст.)                                                                                             | с. Озерна, лівий берег р. Висушка, напроти південних околиць струмка                                                      | 1227            | Наказ управління культури обласної державної адміністрації від 27.01.2010 № 16                               |
| 8  | Поселення Озерна IV              | черепинсько-лагодівська група скіфського часу ( ІІ пол. VII – V (можливо IV) ст. до н. е.), давньоруський час (Х-ХІІІ ст.) | с. Озерна, лівий берег р. Висушка, 0,7 км на південь від дамби                                                            | 1228            | Наказ управління культури обласної державної адміністрації від 27.01.2010 № 16                               |
| 9  | Поселення Озерна V               | давньоруський час (Х-ХІІІ ст.)                                                                                             | с. Озерна, лівий берег р. Висушка, 1,5 км на південь від дамби                                                            | 1229            | Наказ управління культури обласної державної адміністрації від 27.01.2010 № 16                               |
| 10 | Поселення Озерна VI              | давньоруський час (Х-ХІІІ ст.)                                                                                             | с. Озерна, лівий берег р. Висушка, 2 км на південь від дамби                                                              | 1230            | Наказ управління культури обласної державної адміністрації від 27.01.2010 № 16                               |
| 11 | Поселення Озерна VII             | бронза-ранньозалізний вік (ІІ-І тис. до н. е.), давньоруський час (Х-ХІІІ ст.)                                             | с. Озерна, правий берег потічка – притоки р. Висушка, 2 км на південний схід від дамби озера                              | 1231            | Наказ управління культури обласної державної адміністрації від 27.01.2010 № 16                               |
| 12 | Поселення Озерна VIII            | давньоруський час (Х-ХІІІ ст.)                                                                                             | с. Озерна, 0,5 км на південний захід від села (вул. Футори), лівий берег струмка                                          | 1232            | Наказ управління культури обласної державної адміністрації від 27.01.2010 № 16                               |
| 13 | Поселення Озерна ІХ              | давньоруський час (друга половина ХІІІ ст.)                                                                                | с. Озерна, 1 км на південний захід від села, ІІ-а надзаплавна тераса правого берега струмка – притоки р. Висушка, на мисі | 1300            | Наказ управління культури обласної державної адміністрації від 27.01.2010 № 16                               |
| 14 | Городище-замчище Озерна Х        | пізнє середньовіччя (XVI-XVII ст.)                                                                                         | с. Озерна, північна частина села, правий берег р. Висушка, біля лікарні                                                   | 1652            | Наказ управління культури обласної державної адміністрації від 27.01.2010 № 16                               |
| 15 | Поселення Озерна ХІ              | давньоруський час (ХІІ – ХІІІ ст.)                                                                                         | с. Озерна, південні околиці села, 50 м на захід від звіроферми, правий берег струмка                                      | 1651            | Наказ управління культури обласної державної адміністрації від 27.01.2010 № 16                               |
| 16 | Поселення Осташівці І            | черняхівська культура (ІІІ-IV ст н.е. )                                                                                    | с. Осташівці, західна частина села, на лівому березі річки. На городах присадибних ділянок.                               | 2038            | Наказ департаменту культури, релігій та національностей обласної державної адміністрації від 18.05.2015 № 61 |
| 17 | Поселення Сировари І             | черняхівська культура (кін. ІІ- поч. V ст. н. е.)                                                                          | с. Сировари , на південний схід від села, лівий берег р. Висушка                                                          | 2453            | Наказ управління культури обласної державної адміністрації від 18.10.2005 № 112                              |
| 18 | Поселення Цебрів ІІ              | давньоруський час (Х-ХІІІ ст.)                                                                                             | с. Цебрів, за 0,65 м на південний захід від села                                                                          | 2456            | Наказ управління культури обласної державної адміністрації від 18.10.2005 № 112                              |
| 19 | Поселення Цебрів ІІІ             | черняхівська культура (кін. ІІ- поч. V ст. н. е.); давньоруський час (Х-ХІІІ ст.)                                          | с. Цебрів, за 4,5 км на південь від села, на мисі, утвореному правим берегом струмка і ставом                             | 2457            | Наказ управління культури обласної державної адміністрації від 18.10.2005 № 112                              |

## Пам'ятки архітектури
| №  | Назва                                        | Дата    | Адреса        | Охоронний номер | Документ про взяття на облік                                                                       |
| -- | -------------------------------------------- | ------- | ------------- | --------------- | -------------------------------------------------------------------------------------------------- |
| 1. | Церква Св. Параскеви                         | ХІХ ст. | с. Висипівці  | 2058            | рішення виконавчого комітету Тернопільської обласної ради народних депутатів від 18.11.1994 р. №83 |
| 2. | Церква Іоанна Золотоуста(дер.)               | 1833 р. | с. Кокутківці | 2057            | рішення виконавчого комітету Тернопільської обласної ради народних депутатів від 18.11.1994 р. №83 |
| 3. | Троїцька церква                              | 1895 р. | с. Озерна     | 2061            | рішення виконавчого комітету Тернопільської обласної ради народних депутатів від 18.11.1994 р. №83 |
| 4. | Церква Різдва Пресвятої Богородиці дерев’яна | 1790 р. | с. Сировари   | 1913            | розпорядження Представника Президента України від 22.02.1993 р. № 58                               |
| 5. | Покровська церква дерев’яна                  | 1924 р. | с. Цебрів     | 2048            | рішення виконавчого комітету Тернопільської обласної ради народних депутатів від 18.11.1994 р. №83 |

## Пам'ятки історії
| №  | Назва | Дата                  | Адреса                                                 | Охоронний номер | Документ про взяття на облік                                                                      |
| -- | --- | --------------------- | ------------------------------------------------------ | --------------- | ------------------------------------------------------------------------------------------------- |
| 1  | Пам'ятний знак воїнам-землякам, які загинули в роки Другої світової війни                                                                                      | 1985 р.               | с. Богданівка                                          | 1113            | Рішення виконкому Тернопільської обласної ради від 26.08.1986 р. № 250                            |
| 2  | Пам'ятний знак воїнам-землякам, які загинули в роки Другої світової війни                                                                                      | 1967 р. Рек. 1974 р.  | с. Висипівці                                           | 336             | Рішення виконкому Тернопільської обласної ради від 22.03.1971 р. № 147                            |
| 3  | Пам'ятний знак (хрест) на честь скасування панщини |                       | с. Данилівці, біля будинку культури                    | 1502            | Розпорядження Представника Президента України в Тернопільській області від 25.06.1992 р. № 148    |
| 4  | Могила і пам'ятник воїнам Української Повстанської Армії (32 чол.)                                                                                             |                       | с. Данилівці, біля кладовища                           | 1465            | Наказ управління культури Тернопільської обласної державної адміністрації від 18.10.2005 р. № 112 |
| 5  | Пам'ятне місце загибелі Українських Січових стрільців | 1918 р.               | с. Данилівці, біля кладовища                           | 1466            | Наказ управління культури Тернопільської обласної державної адміністрації від 18.10.2005 р. № 112 |
| 6  | Пам'ятне місце загибелі 9 воїнів Української Повстанської Армії                                                                                                |                       | с. Данилівці, в полі                                   | 1467            | Наказ управління культури Тернопільської обласної державної адміністрації від 18.10.2005 р. № 112 |
| 7  | Могила Серединька М. - воїна Української Повстанської Армії |                       | с. Нестерівці, біля церкви                             | 3186            | Наказ управління культури Тернопільської обласної державної адміністрації від 27.01.2010 р. № 16  |
| 8  | Пам'ятний знак воїнам-землякам, які загинули в роки Другої світової війни                                                                                      | 1977 р.               | с. Озерна, біля кладовища, біля дороги на м. Зборів    | 835             | Рішення виконкому Тернопільської обласної ради від 25.01.1982 р. № 34                             |
| 9  | Пам'ятний знак (хрест) на честь скасування панщини |                       | с. Озерна, біля церкви                                 | 3187            | Наказ управління культури Тернопільської обласної державної адміністрації від 27.01.2010 р. № 16  |
| 10 | Братська могила воїнів Української Повстанської Армії (стела у вигляді червоно-чорного прапора з хрестом і тризубом)                                           | 1940-ві рр. ХХ ст.    | с. Озерна, кладовище                                   | 1485            | Наказ управління культури Тернопільської обласної державної адміністрації від 18.10.2005 р. № 112 |
| 11 | Братська могила воїнів Радянської армії | 1953 р.               | с. Озерна, кладовище, біля головної дороги             | 342             | Рішення виконкому Тернопільської обласної ради від 22.03.1971 р. № 147                            |
| 12 | Пам'ятний знак театральному режисеру Януарію Бортнику (Меморіальна плита з трьох частин і підставка на квіти)                                                  | 1997 р.               | с. Озерна, на будинку культури                         | 1486            | Наказ управління культури Тернопільської обласної державної адміністрації від 18.10.2005 р. № 112 |
| 13 | Поховання чеських воїнів часів І світової війни (7 могил) з могилою підпоруччика Ярослава Ігора Вілінека                                                       | 1917 р.               | с. Озерна, старе кладовище                             | 1487            | Наказ управління культури Тернопільської обласної державної адміністрації від 18.10.2005 р. № 112 |
| 14 | Братська могила воїнів Української Галицької Армії (обеліск із хрестом стилізованим під дерево з корінням з терновим вінком на постаменті-клумбі) (4 прізвища) |                       | с. Озерна, старе кладовище, біля могили чеських воїнів | 1484            | Наказ управління культури Тернопільської обласної державної адміністрації від 18.10.2005 р. № 112 |
| 15 | Пам'ятне місце – командний пункт „Висота 417” | 1978 р.               | с. Осташівці                                           | 834             | Рішення виконкому Тернопільської обласної ради від 12.06.1978 р. № 286                            |
| 16 | Пам'ятний знак (хрест) на честь скасування панщини | 1848 р.               | с. Серединці, при дорозі на с. Висипівці               | 3193            | Наказ управління культури Тернопільської обласної державної адміністрації від 27.01.2010 р. № 16  |
| 17 | Братські могили воїнів Радянської армії і радянських партійних активістів                                                                                      | 1967 р., рек. 1974 р. | с. Цебрів, кладовище                                   | 344             | Рішення виконкому Тернопільської обласної ради від 22.03.1971 р. № 147                            |

## Пам'ятки монументального мистецтва
| № | Назва                                                               | Дата                  | Адреса                                        | Охоронний номер | Документ про взяття на облік                                                                      |
| - | ------------------------------------------------------------------- | --------------------- | --------------------------------------------- | --------------- | ------------------------------------------------------------------------------------------------- |
| 1 | Пам’ятник поету, письменнику, художнику Шевченку Тарасу Григоровичу | 1992 р.               | с Цебрів                                      | 1495            | Наказ управління культури Тернопільської обласної державної адміністрації від 18.10.2005 р. № 112 |
| 2 | Хрест святому Іоану (Яну)                                           | 1905 р.               | с. Нестерівці, біля дороги, що веде до церкви | 3029            | Наказ управління культури Тернопільської обласної державної адміністрації від 27.01.2010 р. № 16  |
| 3 | Пам’ятник поету, письменнику, художнику Шевченку Тарасу Григоровичу | 1968 р., рек. 1981 р. | с. Озерна                                     | 615             | Рішення виконкому Тернопільської обласної ради від 22.03.1971 р. № 147                            |
| 4 | Пам’ятник поету, письменнику, художнику Шевченку Тарасу Григоровичу | 1992 р.               | с. Жилинці                                    | 1310            | Наказ управління культури Тернопільської обласної державної адміністрації від 18.10.2005 р. № 112 |